# Culpeper's Orchard
Culpeper’s Orchard is een Deense band uit het eind van de jaren zestig, begin jaren zeventig. De zanger van de band is de Brit Cy Nicklin. Het eerste album slaat aan in Denemarken en Duitsland. De muziek zit in de richting van Crosby, Stills & Nash. Op het tweede album speelt slagwerker Ken Gudman mee (daarvoor van Young Flowers). Daarna volgt nog een stuiptrekking en in 1977 een herstart, maar dan is het afgelopen. De band is in Nederland nauwelijks bekend; de heren Nicklin en Gudman musiceren mee op het eerste album van Sandy Denny en Strawbs: All Our Own Work.

## Discografie
Als Culpeper's Orchard:
1. Culpeper's Orchard - 1971 Polydor
2. Second Sight - 1972 Polydor
3. Going For A Song - 1972 Polydor

Als Culpeper:
1. All Dressed Up And Nowhere To Go - 1977 Sonet